# Catus Decianus
Catus Decianus war ein römischer Prokuratur von Britannien des 1. Jahrhunderts n. Chr.
Catus Decianus war im Jahr 60 oder 61 Prokurator von Britannien. Tacitus gibt seiner Habgier eine Mitschuld am Ausbruch des Boudicca-Aufstandes. Cassius Dio berichtet, dass Decianus Gelder, die Kaiser Claudius führenden Briten geschenkt hatte, als Darlehen deklarierte und deren Rückzahlung mit Zinsen forderte. Als Boudiccas Armee Camulodunum (heute Colchester) angriff, sandten die Einwohner einen Hilferuf an den Prokurator. Decianus schickte jedoch nur 200 Mann, und die Stadt fiel. Aufgrund seines Verhaltens und der allgemeinen Ablehnung, die er hervorrief, floh Decianus nach Gallien und wurde durch Gaius Iulius Alpinus Classicianus ersetzt.